# Gewog di Sephu
Il gewog di Sephu è uno dei quindici raggruppamenti di villaggi del distretto di Wangdue Phodrang, nella regione Centrale, in Bhutan.